# Corrado Dal Fabbro
Corrado Dal Fabbro (ur. 4 sierpnia 1945 w Pieve di Cadore, zm. 29 marca 2018 w Mediolanie) – włoski bobsleista, srebrny medalista olimpijski z Sapporo (1972) w konkurencji czwórek.
Po raz pierwszy w zawodach rangi międzynarodowej (mistrzostwa Europy) wystąpił w 1969. Zawody w 1972 były jego jedynymi igrzyskami olimpijskimi. Po medal sięgnął w czwórkach. Osadę tworzyli także Nevio De Zordo, Adriano Frassinelli i Gianni Bonichon. W rywalizacji dwójek był wicemistrzem świata w 1971.